# Dunaújvárosi kikötő
A Dunaújvárosi kikötő 1954-ben kezdett működni. A dunaújvárosi vasmű építésének szükségességét Széchenyi István fogalmazta meg 1842-ben, aki William Tierney Clark angol mérnöknek 1942. április 5-én írt levelet. A Duna kereskedelmét szerette volna növelni.
1831-től a Vaskapu irányába a hajózási feltételeket javították, csatornát indítottak 1846-ban.
1950. március 6-án döntöttek három lehetőség közül: Szalki-sziget dunapentelei kikötője, Kisapostagi-sziget kikötőjének építése, Kisapostag alatti területen dunai kikötő építése.
A Szalki-sziget északi részét jelölték ki a munkálatokra, tervek szerint a déli részen drótkötélpályát vezettek a vasműhöz. Az Állam Ipari Tervező Intézetet keresték meg a dunaújvárosi kikötő megtervezésével.
Amit el is fogadtak 1950. március 8-án.
Tasson, Dunapentelétől 10 kilométerre kezdődtek el a munkálatok, a soroksári Duna-ágnál. Keszonokat úsztattak a zsilipkapun keresztül a vezérárokba.
1951 novemberében már három szekrény keszton lett leültetve, 1952 júniusára végeztek az összes 53 darabbal.
1953-ban az építés szüneteltették 1954 tavaszáig.
1957-ben a Mahart a kikötőt a vasműnek átadta, ezt a döntést hibásnak vélik a kikötő tovább fejlesztése miatt. Ugyanebben az évben kezdte meg működését a Szalki-szigeten a ruhagyár, ahol 300 fő kezdett dolgozni. 2005-től egy vállalkozó szálloda építésének céljából vásárolta meg a kikötő igazgatóságának épületét, amiben 1957-től ruhagyár működött.
A kikötő iparivá lett kiépítve, a másik dunai oldalon való folytatása abba maradt.
Tervek szóltak ellenben a Szalki-sziget személyszállítására vonatkozólag is, a mezőgazdasági termékek vízi kereskedelme miatt szintén szükségesnek vélték a további fejlesztéseket a dunai részen.
1954. június 1-jén adták át a dunaújvárosi kikötőt, ahol 1954 júliusától kezdtek dolgozni.
Jeges dunai árvíz károkat okozott a kikötőben az 1950-es években a jeget, ami a Dunát felduzzasztotta, a Magyar Honvédség ágyúval robbantotta fel.
A Magyar Állam megvette 1954-ben a Meszhartnak oroszok által tulajdonában levő részét. Megalapítva a Magyar Hajózási Részvénytársaságot 1955. január 1-jén.
1977-ben helyreállították a 6-os jelzésű uszályállást.
Rajna–Majna–Duna-csatorna kiépülésével a hajóforgalom növekedett 1990-es években. Ennek következtében igénnyé vált ivóvíz vételező hely létrehozására.
1998-ban kiváló eredményt ért el a kikötő a megnövekedett élelmiszer szállításával. 185 000 tonna búza, árpa, kukorica, repce, napraforgó berakására került sor.
Gabonalerakó konténert kezdtek használni. A dunaújvárosi kikötőben rakodtak árpa, maláta, márványpor, papírbála, szója, búza, cement, műtrágya, napraforgó, zsákos árpa, zsákos maláta, kukoricapellet, olivin, kukorica termékeket.
2001-ben növekedett a hajózás az Al-Dunán.

## Vízi sportok a dunaújvárosi kikötőben
1953 óta kajak-kenusok sportolnak a területen. 1958-ban került megrendezésre az első hivatalos kajak verseny. Kiemelkedő versenyzők Theisz Márton, Pálizs Attila, Cserni Béla, Mihaldinecz Rudolf, Lengyel László, Kollár Tamás, Malomsoki Sándor, Tábori Áron.
A Magyar Válogatottban szerepelt Molnár Gergely, Kollár Tamás, Malomsoki Sándor. Malomsoki Sándor 2001-ben C-4 500 méteren első helyezést ért el világversenyen.
1972-től rendeztek a motorcsónak sportágban versenyeket, rendeztek Forma-1, F-2, F-3, F-4, O-750-125, T-850, T-750, T-550, OSY-400 versenyeket is. Cserni Béla sokszor győzött, majd Mihaldinecz Rudolf, Lengyel László, Tábori Áron.

## Budapest-Dunaújváros hajózási vonal
Budapest-Dunaújváros hajózási vonalon az 1960-as évekig üzemelt hajójárat. A kora reggeli hajók zöldséget, piaci termékeket szállította Dunaújvárosból Budapestre.
1965 júliusában 1350 látogató utazott két hajó-túra alkalmazottal Dunaújvárosba Pestről. A SZOT üdülőhajója révén növekedett a városba indulók száma. Béllay József irányította a Mahart társaságot, amikor nyolcszemélyes vízi taxit helyeztek forgalomba, sebessége átlagosan 60 kilométer per óra.
1962. október 8-ától Budapest–Mohács–Budapest-vonalon hajójárat indult, amely megállt Dunaújváros és Paks városoknál is.
Dunaújváros és Budapest között az 1970-es években 45 perces menetidővel fordultak a személyszállító hajók. Oktatási központ és gabonarakodó siló is épült a Szalki-szigeten.